# ABA-Liga JTD
Die Adriatic Basketball Association – ABA-Liga, G.P., allgemein bezeichnet als die ABA-Liga JTD, ist eine kroatische Firma mit Sitz in Zagreb. Es handelt sich um eine offene Handelsgesellschaft, zur Organisation von sportlichen Wettkämpfen. Das Unternehmen organisiert die Adriatische Basketballliga seit der Saison 2015/16.
Das Unternehmen betreibt mehrere professionelle Basketballwettbewerbe, für Sportvereine in Südosteuropa, die Adriatische Basketballliga, die ABA League Second Division, Junior ABA League und den ABA League Supercup.

## Gründer und Aktionäre
Die Gründer, als auch die Aktionäre zwischen 2015 und 2020, des Unternehmens waren die folgenden zwölf Basketballclubs; KK Budućnost Podgorica, KK Cedevita, KK Cibona Zagreb, KK Roter Stern Belgrad, KK Igokea Alexandrovac, KK Krka, KK Mega Basket, KK Metalac Valjevo, KK MZT Skopje, KK Olimpija Ljubljana, KK Partizan Belgrad und KK Zadar.
Ende 2020, wurden die Anteile von KK Cedevita, KK Metalac Valjevo, KK MZT Skopje und KK Olimpija Ljubljana an KK Cedevita Olimpija, KK Koper Primorska, KK Mornar Bar, und KK FMP übertragen.

## Management

### Aktuelle Amtsträger
Dies sind die derzeitigen Amtsträger der ABA League:
- Đorđije Pavićević, Präsident
- David Gunjević, Vizepräsident
- Goran Ćakić, Vizepräsident
- Dubravko Kmetović, Direktor
- Milija Vojinović, Sportdirektor
- Vanja Vujičić, Technischer Sekretär
- Srđan Dožai, Beauftragter für Schiedsrichterdelegation
- Saša Maričić, Präsident der Schiedsrichterkommission

### Liste der Amtsträger

#### Präsidenten
- Dragan Bokan (2015–16)
- Mladen Veber (2016–17)
- Nebojša Čović (2017–18)
- Igor Dodik (2018–19)[5]
- Domagoj Čavlović (2019–20)[6]
- Đorđe Avramović (2021)[7]
- Đorđije Pavićević (2022–23)[8]

#### Geschäftsführer
- Krešimir Novosel (2015–2019)
- Dubravko Kmetović (seit 2020 im Amt)

#### Sportdirektoren
- Žarko Čabarkapa (2015–2019)
- Milija Vojinović (seit 2020 im Amt)

#### Beauftragter für Schiedsrichterdelegation
- Iztok Rems (2015–2020)
- Srđan Dožai (seit 2020 im Amt)

#### Präsident der Schiedsrichterkommission
- Branko Jovanović (2015–2020)
- Saša Maričić (seit 2020 im Amt)

#### Sekretäre der Schiedsrichterkommission
- Dragan Medan (2015–2020)

## Aktuelle Wettbewerbe
- 2022–23 ABA League First Division
- 2022–23 ABA League Second Division
- 2022–23 Junior ABA League

## Titelträger
| Wettbewerb    | Club            | Saison  |
| ------------- | --------------- | ------- |
| Erste Liga    | KK Partizan     | 2022–23 |
| Zweite Liga   | KK Krka         | 2022–23 |
| Supercup      | Partizan NIS    | 2019    |
| Junior League | Mega Basket U19 | 2021–22 |